# Enargia rufula
Enargia rufula är en fjärilsart som beskrevs av Otto Staudinger 1871. Enargia rufula ingår i släktet Enargia och familjen nattflyn. Inga underarter finns listade i Catalogue of Life.